# Hippocampus trimaculatus
Hippocampus trimaculatus е вид морско конче от семейство иглови (Syngnathidae). Видът е уязвим и сериозно застрашен от изчезване.

## Разпространение и местообитание
Разпространен е в Австралия (Куинсланд), Виетнам, Индия, Индонезия, Кокосови острови, Провинции в КНР, Сингапур, Тайван, Тайланд, Филипини, Френска Полинезия, Хонконг и Япония.
Обитава пясъчните дъна на морета и рифове. Среща се на дълбочина от 10 до 100 m, при температура на водата от 24 до 25,9 °C и соленост 34,5 – 35,4 ‰.

## Описание
На дължина достигат до 22 cm.
Популацията на вида е намаляваща.